# Noc szybowców
Noc szybowców – zamach terrorystyczny przeprowadzony w dniu 25 listopada 1987 roku przez dwóch członków Ludowego Frontu Wyzwolenia Palestyny – Dowództwo Generalne, przy mieście Kirjat Szemona na północy Izraela.
Palestyńscy terroryści przy użyciu motolotni przeniknęli z południowego Libanu na terytorium Izraela. Wylądowali w rejonie przygranicznego miasta Kirjat Szemona i zaatakowali bazę wojskową Gibor, zabijając 6 żołnierzy i raniąc kolejnych 8. Obaj terroryści zginęli w ataku. Zamach przeszedł do historii jako noc szybowców.

## Okoliczności zamachu
Miasto Kirjat Szemona jest położone w północno-wschodnim krańcu Górnej Galilei, na północy Izraela. Leży ono na skraju Doliny Hula, u podnóża Gór Naftali. W odległości 1,5 km na zachód i 2,5 km na północny wschód od miasta przebiega granica z Libanem.
Konflikt izraelsko-arabski i kolejno toczone wojny izraelsko-arabskie wywierały silny wpływ na sytuację wewnętrzną w Libanie. Napływ palestyńskich uchodźców po 1948 roku doprowadził do poważnych zmian demograficznych, zaburzając delikatną równowagę pomiędzy muzułmanami i chrześcijanami. Gdy w latach 1970–1971 władze jordańskie usunęły ze swojego terytorium palestyńskie ugrupowania zbrojne, schroniły się one w Libanie. Na ich czele stała Organizacja Wyzwolenia Palestyny, która z innymi mniejszymi frakcjami rozpoczęła serię ataków terrorystycznych wymierzonych w Izrael. Odpowiedzią były kolejne izraelskie operacje odwetowe, a w czerwcu 1982 roku rozpoczęła się wojna libańska (1982–1985). Niewątpliwym sukcesem izraelskiej polityki była eliminacja Organizacji Wyzwolenia Palestyny z Libanu, jednak bardzo szybko w regionie rozpoczęły działalność radykalne organizacje szyickie – Ruch Amal i Hezbollah. Z Damaszku swoją działalność kontynuował Ludowy Front Wyzwolenia Palestyny – Główne Dowództwo. W 1985 roku Izraelczycy kończąc wojnę libańską, wycofali swoje wojska i utworzyli w południowej części Libanu „strefę bezpieczeństwa”, za którą odpowiedzialność ponosiła Armia Południowego Libanu. Przyniosło to znaczne uspokojenie sytuacji, jednak w „strefie bezpieczeństwa” nieustannie dochodziło do ataków i różnego rodzaju zamachów. Wybudowany przez Izraelczyków płot graniczny, w znacznym stopniu utrudniał infiltrację granicy. Z tego powodu terroryści poszukiwali innych sposób zaatakowania Izraela. Już w marcu 1981 roku podjęto próbę przeniknięcia przy użyciu motolotni. Terrorysta dotarł w ten sposób nad Zatokę Hajfy i rzucił kilka bomb, wyczerpało mu się jednak paliwo i musiał wylądować, po czym został aresztowany. Ludowy Front Wyzwolenia Palestyny – Główne Dowództwo postanowił ponownie wykorzystać tę metodę i przeprowadzić kolejny atak terrorystyczny w Izraelu.

## Przebieg zamachu

### Infiltracja granicy
W nocy z 25 listopada 1987, dwóch terrorystów Ludowego Frontu Wyzwolenia Palestyny – Dowództwo Generalne (Khaled Akar i Melod Najah) wystartowało motolotniami z południowego lub południowo-wschodniego Libanu. Być może był to obszar kontrolowany przez wojska syryjskie. Obie motolotnie były napędzane niewielkimi silnikami z kosiarek trawy, z małymi śmigłami. Zamachowcy byli uzbrojeni w karabiny automatyczne AK, pistolety z tłumikiem oraz kilka granatów ręcznych.
Ocenia się, że przelecieli oni około 50 km. Pod osłoną nocy przelecieli na niskiej wysokości nad „strefą bezpieczeństwa” i dotarli do Izraela. Odgłos silników usłyszało kilku izraelskich żołnierzy, przekazując ostrzeżenie o niebezpieczeństwie infiltracji do Dowództwa Północnego. O godz. 22:30 ogłoszono alarm, wysyłając helikoptery na poszukiwania. Wzdłuż linii granicznej wystrzelono liczne flary oświetlające teren, nic to jednak nie pomogło, gdyż napastnicy lecieli na wysokości drzew i zdołali się ukryć przed poszukującymi ich żołnierzami.
Późniejsze dochodzenie wykazało, że o ile ogłoszony alarm wprowadzono w przygranicznych wsiach, to w położonym 1,5 km dalej mieście Kirjat Szemona nie podjęto już żadnych środków zapobiegawczych. W 30 minut po ogłoszeniu alarmu nie wydano żadnych rozkazów i nie wystawiono dodatkowych wartowników w sąsiedniej bazie wojskowej Gibor. Procedury bezpieczeństwa zostały zaniedbane także przez wszystkie okoliczne wioski, z wyjątkiem kibucu Majan Baruch.

### Atak
Obaj zamachowcy rozłączyli się w ciemnościach nocy. Khaled Akar pomyłkowo wylądował w strefie bezpieczeństwa położonej wokół kibucu Majan Baruch. Jego strażnicy zaalarmowani odgłosem silnika włączyli reflektor przeciwlotniczy i oślepili napastnika. Następnie żołnierze ochrony wytropili i zastrzelili Akara.
Melod Najah wylądował przy pasie startowym położonym przy bazie wojskowej Gibor. Zauważył wojskowy pick-up jadący drogą nr 99 i otworzył do niego ogień. Zginął kierujący pojazdem żołnierz, a towarzysząca mu żołnierka została ranna. Następnie Najah udał się do pobliskiego tymczasowego obozu wojskowego, który leżał na wschód od bazy wojskowej Gibor. Stacjonowali w niej żołnierze Brygady Nachal. Napastnik ostrzelał z karabinu automatycznego wartownika, który wpadł w panikę i uciekł, umożliwiając terroryście swobodnie wejście do obozu. Melod Najah przebiegł między namiotami, wrzucając do nich granaty ręczne i strzelając do wybiegających żołnierzy. W ogólnym chaosie, ranny kwatermistrz wojskowy sierżant Gideon Bashari zastrzelił terrorystę. W ataku zginęło 5 żołnierzy, a 7 zostało rannych.

## Konsekwencje zamachu

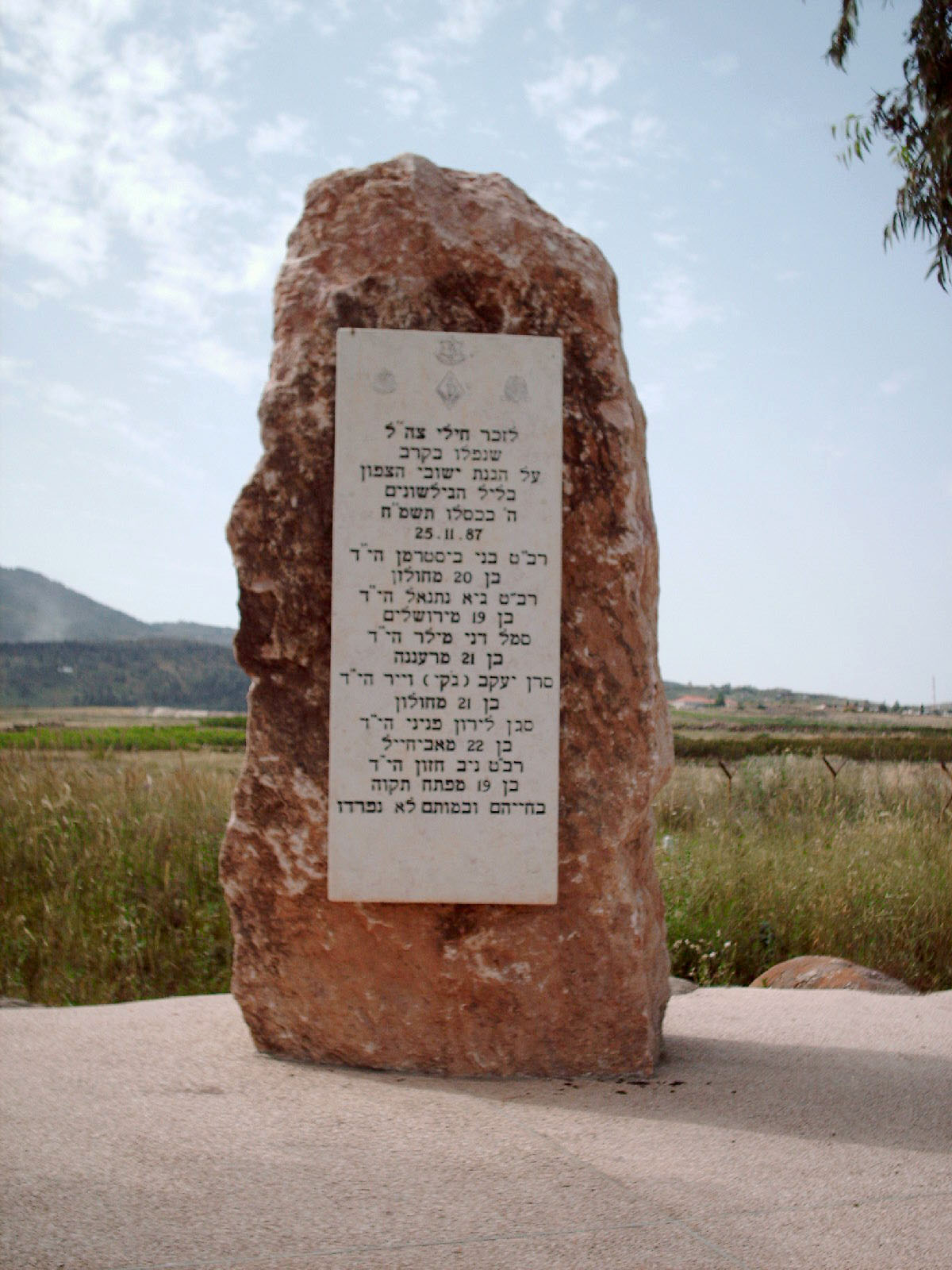
Pomnik upamiętniający ofiary ataku

### Izrael
Największą konsekwencją „nocy szybowców” była ostra krytyka Sił Obronnych Izraela ze strony izraelskich mediów. Opinia publiczna zmusiła dowództwo armii do przeprowadzenia skrupulatnego dochodzenia wyjaśniającego okoliczności ataku. Ustalono, że pomimo ogłoszenia alarmu i otrzymania przez Brygadę Nachal ostrzeżenia o niebezpieczeństwie infiltracji, nie podjęto odpowiednich kroków i nie zastosowano procedur bezpieczeństwa w obozie, czego konsekwencją była wysoka liczba ofiar. Początkowo winą obarczono jedynie żołnierza Ronniego Almoga, który pełnił wartę na bramie wejściowej do obozu. Został on skazany na karę półtora roku więzienia (po odbyciu kary opuścił Izrael). Wywołało to protesty opinii publicznej, która oskarżyła dowództwo armii, że próbuje zrzucić odpowiedzialność za niepowodzenia na najniższy możliwy szczebel – wartownika. Zrodził się wówczas termin „syndrom wartownika” (hebr. Cismonet Ha-Szin-Gimel). Dopiero pod tak silnym naciskiem Szef Sztabu Generalnego Sił Obronnych Izraela Dan Szomron podjął dalsze kroki i zdjął ze stanowiska odpowiedzialnego oficera operacyjnego. Minister obrony Icchak Rabin przemawiając 30 listopada 1987 roku przed Knesetem, przekazał kondolencje rodzinom ofiar. Zapewnił mieszkańców Galilei, że armia czyni wszystko, aby zapobiec podobnym atakom w przyszłości. Przyznał jednak, że „nie wszystkie kroki i procedury zostały w obozie wdrożone, co doprowadziło do poważnych konsekwencji”.
Zastępca Szefa Sztabu Generalnego Sił Obronnych Izraela Ehud Barak obiecał, że Ludowy Front Wyzwolenia Palestyny – Główne Dowództwo „w odpowiednim czasie za to zapłaci”, natomiast premier Icchak Szamir obarczył Syrię odpowiedzialnością za atak, mówiąc: „To oczywiste, że nie mogli tego zrobić bez wiedzy i pomocy Syryjczyków”.

### Palestyńczycy
Ludowy Front Wyzwolenia Palestyny – Główne Dowództwo wziął na siebie pełną odpowiedzialność za atak, uznając go za wielki sukces. W dniu 3 grudnia 1987 roku Jasir Arafat pochwalił atak, mówiąc: „atak wykazał, że nie może być żadnych barier ani przeszkód dla partyzanta, który postanowił zostać męczennikiem”. Palestyńskie gazety na Zachodnim Brzegu umieściły opis ataku na swoich pierwszych stronach, wytłuszczając kolorowym tuszem tytuły. Palestyńczycy zaczęli śmiać się z izraelskich żołnierzy, wołając do nich „sześć do jednego”. Na ścianach domów w Gazie pojawiły się plakaty „6:1”.
W dniu 6 grudnia 1987 roku w Strefie Gazy wybuchły zamieszki, dając początek palestyńskiemu powstaniu Intifadzie. „Noc szybowców” często jest spostrzegana jako katalizator Intifady.